# Tecla Tum
Tecla Chebet Tum é uma política queniana que actualmente é membro da Assembleia Nacional como representante do condado de Nandi. Ela é membro do Partido do Jubileu.
Ela estudou na Universidade de Nairóbi, na Universidade Moi e na Universidade de Denver e trabalhou na Universidade Moi como lecturer antes da sua eleição para a Assembleia Nacional em 2017. É membro da Comissão Departamental de Administração e Segurança Nacional e da Comissão Departamental de Desporto, Turismo e Cultura.